# Schirmerite
La schirmerite è un minerale.